# 蓋斯峰
46°26′27.7″N 8°0′20.5″E / 46.441028°N 8.005694°E

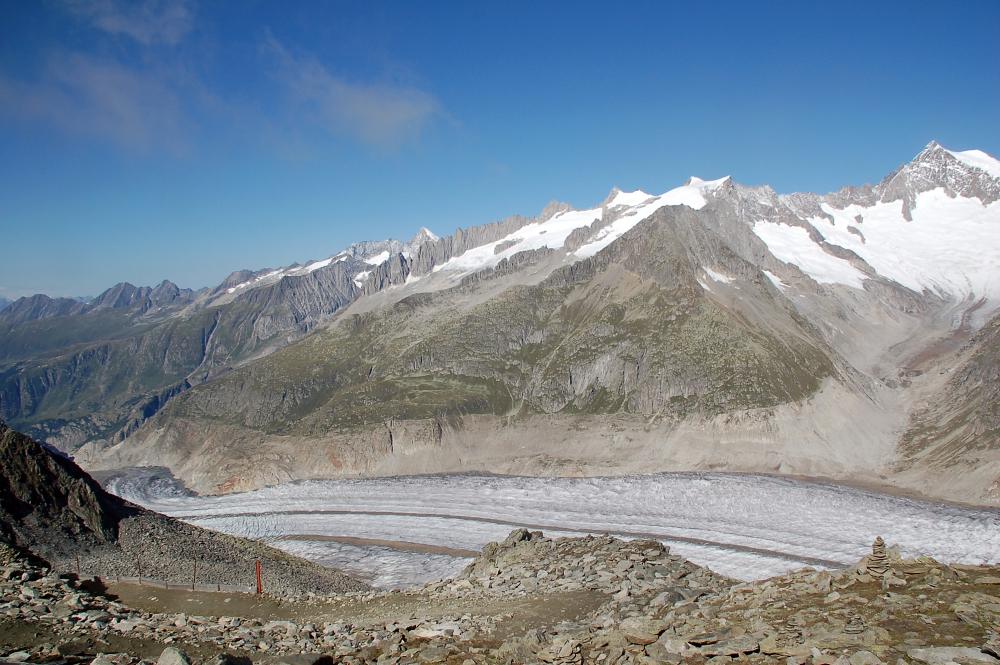

蓋斯峰（德語：Geisshorn）是瑞士瓦萊州的山峰，位於該國南部，屬於伯尔尼山的一部分，海拔高度3,740米，每年平均降雨量2,221毫米。

## 外部連結
- Geisshorn on Hikr （页面存档备份，存于）